# Waaierboog

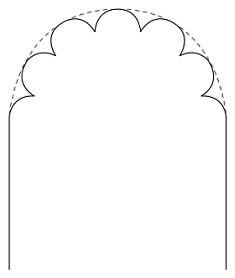
Waaierboog met 7 cirkelsegmenten

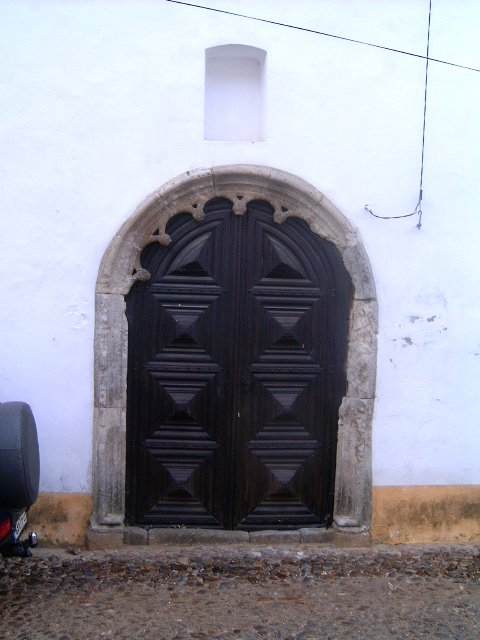
Waaierboog met oorspronkelijk 8 cirkelsegmenten

Een waaierboog of veelpasboog is een type boog dat uit meerdere cirkelsegmenten bestaat die samen een boog vormen. De buitenste cirkelsegmenten sluiten vrijwel recht aan op de dagkanten van de muuropening.
Tussen de cirkelsegmenten bevinden zich toten, waarmee dit type boog ook een tootboog is
Heeft een veelpasboog twee cirkeldelen, wordt dat een tweepasboog genoemd en bij drie cirkeldelen een driepasboog (met een drielob).
De waaierboog heeft waarschijnlijk zijn herkomst in de islamitische architectuur die via Spanje zich naar de westerse wereld heeft verspreid. Dit boogtype werd vanaf de 12e eeuw gebruikt in het zuidwesten en het midden van Frankrijk, langs de Rijn en in Zweden.
De waaierboog kent verschillende vormen:
- Veellobbige boog, een boog waarbij de buitenwelflijn bestaat uit een reeks bogen en de binnenwelflijn uit één boog.
- Gefestonneerde boog, een boog waarbij de binnenwelflijn bestaat uit een reeks bogen en de buitenwelflijn uit één boog.

## Zie ook

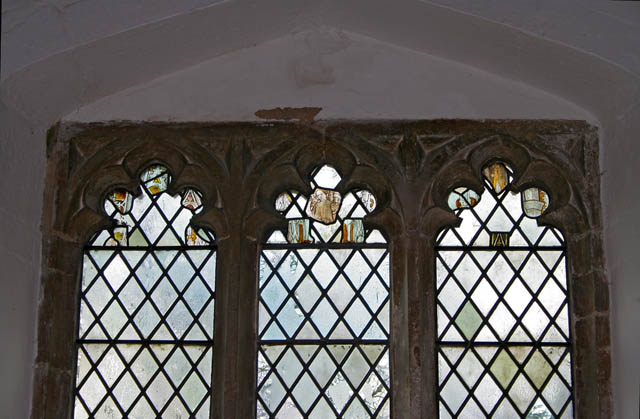
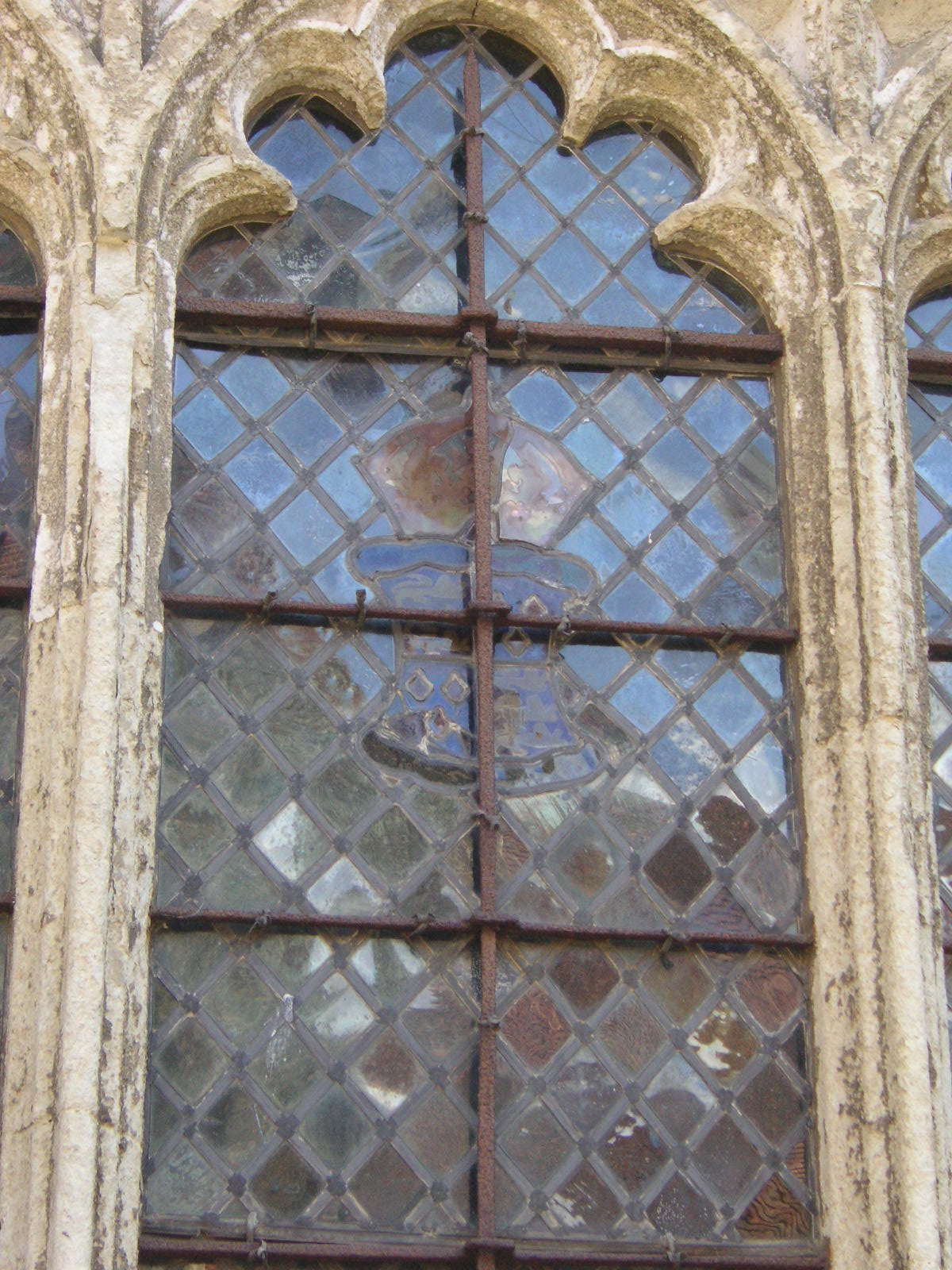